# 中国古代职官
中国古代职官是指中國古代的職官制度。关于中国夏朝以前的一些官职的描述，一般认为是缺少可信度的。因此也就是说，职官是从夏朝开始出现的。

## 中国历代职官
由于夏朝到秦朝2000多年间的关于职官的资料很少，而且真伪难辨。很长一段时期研究职官要么完全依据《周礼》，要么忽略不谈。但是《周礼》成书较晚，其中内容和铜器铭文相比多有不符，许多学者都认为不能完全依据此书来研究西周的职官。如果忽略，则这段时期的职官完全是个空白。现在一般以甲骨文、金文以及比较可靠的文献来研究秦朝以前的职官制度。

### 夏商时期
夏商时期国家规模比较小，机构也简单，没有明确的职务分工。
在这个时期，国家的君主称为“后”或“王”。在王以下权力最大的是“史”，也称为“巫”。他们是上天与人间的沟通者，上天的旨意由他们传达给君主，再由君主来执行。甲骨文中很多都是进行这种行为的纪录。
夏朝的职官如羲和（主管历法）、大理（主管诉讼）等都是由巫史担任的。巫史的职务一般是世袭的。此外，王的亲属子女也经常参与国家事务的管理，但是大都没有明确的职务名称。
商朝开始有成型的朝廷和百官，与王一起构成完整的国家政权。商朝的官职大致以宗教官员为主。
这一时期的国君还有一些管理家务的奴仆，称为臣、宰等。他们本来是一些奴隶，由于得到君主的宠信，有时也参与一些政事。

### 西周-春秋时期
周承商制，形成了完整的职官制度。商朝和周朝的职官都施行世卿世禄制度（又称世卿制度），即历任职官在初代获任命后、均通过世袭继承产生，这与欧洲中世纪的情形类似。中央政府方面，从《周礼》可知有辅佐周王进行统治的“三公”（太师、太傅、太保），以及位于三公下的太宰、太宗、太史、太祝、太士、太卜等“六卿”。在六卿之外，设有司徒、司马、司空、司士、司寇等职官来分理庶务。与商朝不同的是，周朝宗教官员的权力和地位受到了很大的削弱，巫、史的地位大大降低，军政大权掌握在王室、外戚或公卿重臣手中。
地方政府方面，由于周朝通过封土建国制实中央现对地方的管理，各级地方政府由天子治下的王畿、诸侯治下的国和大夫治下的邑等大小不一的贵族封地构成，所以各级地方政府的职官设置具有多样性。诸侯国的职官设置与王室大致相同，其中卿负责主持政务，由周天子任命（不能称为“卿士”）。
除中央和地方政府之外，因为周朝实行宗法制度，又有负责王室、诸侯等各级贵族个人及家族事务的职官，例如：总管王室事务的“宰”，掌管周王膳食的“膳夫”，掌管周王车马的太仆，负责王宫警卫和武艺教习的“师氏”，作为王宫卫士的虎贲，等。西周开始，王宫使用宦官做杂役，称为寺人。
这一时期整个国家的最高统治者称“王”，又称“天子”、“天王”，是天下各诸侯国的共主。王的正妻称为“后”。天子又拥有属于王室的封地王畿，属于比较独特的地方政府机构。此外，诸侯的封地称为“国”，大夫的封地叫做“邑”。他们都是天子的臣民，然而大夫直接听命于封邑所属之国的诸侯（王畿之内的有封地大夫则直接听命于天子，在身份等级上视同诸侯）。周朝实行嫡长子继承制度（参看宗法制度），预定的王位继承人或诸侯国继承人称为太子。
王以下地位和权力最大的是太师、太傅、太保（合称三公）。在王年幼或缺位时，可以代行王的权力。这一时期形成了以卿士为首的政务部门，是最高的政务官，兼掌军事、行政、外交等事，一般由2、3人担任。
卿士以下，开始有明确的职务分工，司徒掌管土地和劳役；司马掌管军事；司空掌管土木工程建设；司寇掌管刑罚。太史的地位很高，与三公、卿士并列，但是其职权范围小了很多，主要掌管历法，起草政府文书，记载国家大事等。御史掌管档案，太卜掌管占卜，宗伯掌管礼仪和祭祀，乐师掌管音乐和教育。相是辅导君主礼仪的临时职位，一般由诸侯、太史或大行人担任。

### 秦汉
秦始皇兼併列国，建立了中国历史上第一个大一统的集权制帝国。秦朝中央官制的特点是丞相总揽政务，三公、九卿总己以听于丞相，皇帝对重大政务作最后的裁决。西汉建立，以黄老之术治国，凡事不欲更张，故官制延袭秦制，略有损益而已。但是自汉武帝开始皇权取代相权成为一种规律，后世的官制演化一直延续着这条规律。汉武帝以用兵匈奴为由将原属少府的尚书改组为直接隶属于皇帝本人的秘书班子，从而亲决政务，建立了以内朝为核心的统治体系。从此以丞相为首的外朝只能办理例行公务。西汉哀帝时罢丞相，置大司徒，与大司马、大司空并称「三公」，亦称「三司」。罢御史大夫官，以御史中丞为监察机构的长官，成立御史台。由此，这一中国独有的独立监察体系得以建立，一直延续到清末。东汉时，政出尚书，三公坐而论道而已。

### 魏晋南北朝
曹魏设中书省，得预机务，起草和发布政令，取代尚书台成为决策机构，则尚书台分曹办理庶务。西晋，改汉代的侍中寺为门下省，充以贵戚子弟有才俊者，以及卓有学识的平民，侍从左右，以备皇帝顾问，长官为侍中。侍中原属少府，是照料皇帝起居的官。此时的侍中因为接近皇帝，加上皇帝始终在不断建立自己的私人班子与正式的官僚机构抗衡，所以侍中以及门下省的权力迅速扩大，在南北朝的南朝四个王朝中已经取代尚书、中书，成为主要的政权中心。

### 隋唐五代
隋朝，正式建立了以中书、门下、尚书三省为国家最高的政务机构的三省六部制，改尚书诸曹为吏、户（度支部、民部）、礼、兵、刑（都官部）、工六部。各部长官称尚书，次官称侍郎，各辖四司，尚书省左右丞分领二十四司事。三省六部制在唐朝得到了继承和完善。三省六部制的建立是中国古代政治体制和官制的划时代的一次变革，这次变革的主要意义在于将原来皇帝私人事务与国务不分的九卿体制分离开。以三省六部为代表的机构只处理国务，原来的九卿多处理与皇帝私人有关的事务，而且九卿服从六部的政令。三省六部制度对后世的政府组织影响深远，甚至中国的周边国家如朝鲜、越南、日本等均采用过。三省长官原为真宰相，唐中期成为荣誉头衔，以同中书门下三品（简称同三品、一度改称同二品）、同中书门下平章事（简称同平章事）为宰相。晚唐、五代，宰相权力为枢密使、三司使所分。

### 宋、元
宋代基本上为两省制，中书、门下合为一省，另以枢密院管军、三司掌财赋。元丰改制前，各级官职均为代表品秩的虚衔，“非奉敕不治本官事”。政务以差遣官为之。元丰改制后，始以本官理政。
元代以中书省统领百官，颇类汉时的相府制度。中书省置令，往往为皇太子兼任，实际政务由中书令之下的左右丞相处理。军事制度延续宋制，以枢密院统军。与宋代不同的是，元代的枢密院直接指挥战事，并得于战区设立行枢密院。元代监察机构特别发达，御史台权力极大，远非前代与后世可比。元代官制的另一个特点是宗教官署权力极大、而工匠、手工业管理机构也很发达。

### 明、清
朱元璋称吴王，建国金陵的时候，官制一同元朝，间有损益。建立明朝之后，仿唐宋故事厘定官制，以中书省统辖六部，中书省置丞相。明洪武十三年，以胡惟庸谋反，废中书省、丞相官，诏永为例。以六部尚书任天下事，等于是皇帝兼首相。置大学士以充皇帝顾问兼理文字。明成祖始以大学士入文渊阁办事，参与机务，后世称“内阁”，而仍以翰林院为名。明仁宗起，内阁有代皇帝批答大臣表章、草拟敕令的权力，成为事实上的宰相，但因为明太祖后世嗣君不得置丞相的诏令，遂以“辅臣”称之。
清廷入关，以范文程、洪承畴建言，仿明制设立内阁等百官制度。但是军国大事往往以召开议政王大臣会议的形式决定之，内阁奉行而已。雍正设军机处，直属皇帝、简满汉大臣入军机处办事，另立奏摺制度，集大权于皇帝一身，内阁徒具形式。

## 职官的分类
中国的职官系统非常复杂，变化也比较多，下面简要介绍了各种类型的职官的沿革。

### 国君
国君是一国之主，是国家的最高统治者，是所有官员的上司。战国时代以前，国君称为“后”或“王”。王是至尊的意思，代表上天统治人民，又称为“天子”、“天王”。春秋之后，诸侯国也开始称王。到了战国，有的诸侯国甚至称“帝”，但是未成定制。到了秦朝建立后，秦始皇才开始使用皇帝的称呼，并一直沿袭到清朝的灭亡。受此影响，皇帝的正妻称为皇后，皇帝的母亲称为皇太后。历史上的一些少数民族政权，国君的称号也不一样，例如：
- 单于（匈奴）
- 昆莫（乌孙）
- 候娄訇勒（高车）
- 可汗（鲜卑、回纥、柔然、突厥、契丹、蒙古）
- 赞普（吐蕃）

### 宰相
宰相是国君之下最高的行政长官，辅助国君处理政事，是最大的官。历代叫法不一，只是一个通称，具体职称有丞相、相国、尚书令、尚书仆射、中书令、侍中等。

### 中央各部门长官
从西周开始，政府部门开始分化。西周分为六个部门，各设长官：司徒、司马、司空、司寇、大行人、宗伯。到了秦朝统一后，进行了重大调整，形成了所谓的“九卿”。
九卿包括：
- 奉常（掌管宗庙礼仪和历法、医疗）
- 郎中令（宫廷守卫、议论）
- 卫尉（掌管宫门警卫、朝贡）
- 太仆（掌管皇帝的车马和全国的马政）
- 廷尉（掌管司法）
- 典客（管理少数民族）
- 宗正（管理皇族事务）
- 治粟内史（管理国家财政）
- 少府（管理皇帝的财政，以及国家政务）

另外执金吾掌管京城治安，将作大匠掌管土木营建，大长秋管皇后旨意的传达和后宫事务管理。他们与九卿合称“十二卿”。
魏晋以后，中央机构又进行了一次大的调整，尚书机构迅速发展。秦朝时的尚书台只是属于少府下面的一个机构。魏晋以后尚书台从少府中独立出来，改名为尚书省，成为中央执行政务的总机构。尚书省下分为各曹。到了隋唐时期，渐渐演化为六部，一直沿用到清朝。即：
- 吏部掌管官员的任免考核
- 户部掌管全国的土地、财政
- 礼部掌管祭祀、教育和科举
- 兵部掌管军事
- 刑部掌管司法
- 工部掌管土木建筑和交通

六部形成后，九卿职权大大缩小了，称为九寺，沿用到明清的为五寺。

### 武官
西周时不设武官，官员文武兼管。到了春秋时期晋国设置中、上、下三军，国君任命军队统帅，才开始有了武官的设置，但是三军将领仍然兼管政事。秦汉以后，武官的设置大致可以分为：
- 警卫皇宫和京师的军队将领
- 掌管军事行政的武职
- 领兵作战的将帅

西汉时，太尉（后改称大司马，东汉时又改了回来）掌管全国的军事行政，统兵作战的武官有大将军、车骑将军等，还有名目繁多的杂号将军。魏晋以后，大司马、太尉、大将军等成为了虚衔，没有实权。都督中外诸军事或大都督是全国最高统帅。
西魏、北周实行府兵制。全国分为100个府，每府以郎将统领。隋朝和唐朝继续实行府兵制。中央禁军设十六卫。都督管数州的军事。唐高宗以后，都督带使持节的，称为节度使。中唐以后，府兵制破坏，从募兵中组成中央禁军，共十个军。其中神策军实力最强，设护军中尉和中护军，为禁军统帅。唐代战时有元帅、副元帅为最高统帅。元帅一般以皇太子、亲王担任，实际并不出征，遣大臣担任副元帅，负实际责任。中唐以后又以宦官监军，称都监。唐代还有经略使、招讨使、制置使、团练使等职，为临时指挥一方战事的统帅，多为节度使、观察使、刺史等担任。
五代后周设殿前司，以都点检为禁军统帅。宋朝时，正规军称为禁兵。由殿前司，侍卫亲军马军司，侍卫亲军步军司分别统领。教练武艺的军官称为都教头，教头。禁军调度权归枢密院，由皇帝亲自指挥。南宋时，禁军已经不存在，收编了诸将所辖部队，称为御前军。出兵时其统兵将领称为“某州驻扎御前诸军都统制”。
辽朝守卫京师的部队称为“御帐亲军”，设侍卫司统领。警卫皇帝的部队称为“宫卫骑军”，设宿卫司统领。北枢密院掌契丹兵马，南枢密院掌汉人兵马。作战时设天下兵马大元帅。金朝的皇帝亲军由殿前都点检司统领。战时设元帅府，由都元帅指挥。元朝成吉思汗的卫队称为“怯薜”。枢密院为最高军事机关。
明朝军队实行卫所制。皇帝亲军初为十二卫，后来增至二十六卫，锦衣卫就是其中之一。
清朝军队分为八旗和绿营两大系统。临时征召的部队称为勇军，例如曾国藩的湘军就是这种。

### 监官与谏官
中国古代职官的一个特点就是监官的发达。监官是监察各级官吏的。谏官则是规劝君主的过失，使其改正。随着专制体制的加强，到了明朝时，监官与谏官已经合并，统称为言官。
监官的设置始于战国，秦朝时设立御史大夫，兼有监察职能。直到西汉设刺史一职，秩六百石，位下大夫，专问地方豪强、郡国二千石及其子弟。
谏官在西周时虽然没有专职，但是公卿大夫都有进谏的职责。春秋初年齐桓公设大谏，为谏官设置的开始。秦汉时有谏官之职但是没有专门机构。隋唐时，门下省逐渐成为谏官的主要机构。辽以后，谏官名存实亡，甚至不复存在。明清时，谏官的性质与监官相近。

### 君主的秘书与文学侍从
君主的秘书是源于史官。主要负责君主诏令的起草、君主言行的记载、官书的编撰等。在商朝时就已经有太史、内史等富于秘书性质的官职。
秦汉时期，御史大夫为秘书之长。魏晋以后，中书省掌管秘书的工作。唐玄宗时设翰林待诏职，负责起草诏书和作为文学侍从；唐开元二十六年，以翰林供奉改称翰林学士，置翰林学士院，学士之职，“本以文学言语被顾问，出入侍从，因得参谋议、纳谏诤，其礼尤宠”。

### 学官
学官又叫教官，指主管教育的官员和政府任命的老师。西周时学校有师氏教武艺，乐正教诗书礼乐。秦朝和汉朝有博士官，教授经学。隋唐以后有国子监作为政府的学校，设有祭酒等职。

### 宫廷事务官
宫廷事务官是指为君主及其家属服务的职官。它起源于君主的家臣。战国时期设有少府，到秦汉时成为了九卿之一，其中设有很多官职，都是为君主服务的。魏晋以后，宫廷事务改由门下省负责。隋朝时改称殿内省，唐朝改为殿中省。到了明朝，不设总管宫廷事务的机构，其职责由宦官和女官分掌。清朝则以内务府总管宫廷事务。

### 地方长官
西周实行分封制，地方长官分为诸侯和大夫两级。春秋礼崩乐坏，各国诸侯在吞并邻国之后开始在其故地设置郡或县，至战国逐渐形成郡县两级行政区划制度。
秦朝统一后，在天下推行郡县制，郡之长官称守，万户以上的县之长官称为令，万户以下的县则称长。汉代基本沿袭秦制，京师所在的郡分为京兆尹，左冯翊，右扶风，相当于郡太守。另外，汉武帝时设十三刺史部（因其中十二部以舜帝十二州为名故又称十三州），长官为刺史，分别监察治下郡县官员。京师所在刺史部的长官称为司隶校尉。
唐朝时每道设观察使，又有节度使为地方的军政长官。到了宋代，县一级的长官称为知县，府一级的长官称为知府。
明朝省级官员称为承宣布政使司负责行政，都指挥使司管军事，提刑按察使司管监察。中期以后，有总督，巡抚总管数省或一省军政。清朝与明朝大体相同。

#### 秦汉
秦始皇惩封建割据之祸，废置诸侯。全国分为三十六郡（后增、拆为四十余郡）。郡辖县，施行郡县二级制。郡设郡守、郡尉、监御史，分掌政、军、监察，郡守为长官，但监御史不隶属郡守，自成体系。万人以上的大县置令，不足万人的县置长。另设县尉，掌刑狱；设县丞，为次官。
汉沿秦制，唯改郡守为太守，郡尉为都尉而已。汉武帝时，置十三州（部）刺史各一人，以六条诏书分察诸郡，属于监察官性质。东汉末，改部分刺史为州牧，刺史与州牧都开始统辖诸郡军政，形成州、郡、县三级制。

#### 魏晋南北朝
魏晋南北朝时期，施行州、郡、县三级制，但刺史不统军。用兵之州的刺史带“使持节、都督诸军事”、“持节、都督诸军事”、“假节、都督诸军事”衔，得以节制兵马。
南北朝时期，战事分起，各国疆界无过于魏晋者，而好增置州、郡，使州、郡的数目不断增长。尤其是南朝置侨郡、双头郡，所谓“十室之邑，亦立州名；三家之村，虚张郡号”。

#### 隋唐五代
隋文帝废郡，复二级制。隋炀帝末年改州为郡。唐朝复改郡为州。唐朝仿汉刺史原意，分置十“道”，为监察区，每道分遣四品以上朝臣一人，称黜陟使、按察使、采访处置使等，四时巡察本道，对本道州、县官员有罢免和建议提升的权力。军事方面，唐初在战区和边要之地置总管（后改都督），掌数州军事。唐玄宗时起，因府兵制败坏，实行募兵制，遂于边境地区设节度使，专管边境军务。为战时后勤保障需要，节度使多兼京官、御史大夫、营田使等高级头衔，兼领所辖各州的民政、军政、监察、财赋，位高权重。安史之乱后，节度使往往割据一方，不奉中央政令，节度使的任免或世袭、或军中自推，史称“藩镇”。五代战事纷仍，地方凋敝，藩镇成为事实上的一级政权。

#### 宋、元
宋太祖惩唐五代藩镇之祸，逐步消除了节度使的权力，节度使一职遂为虚衔。于形胜之地改州为府、要地设军、监，与州同级。遣京官原衔出知州、县事，称“知某州军州事”（“州”指民政，“军”指地方军队），“知某县事”，简称“知州”、“知县”。宋朝又有路的行政设置。路设都转运使、提点刑狱、提举常平公事等官，本来为监察、催征财赋的专门官员，后渐渐成为州之上的一级地方。用兵地区临时设经略使、经略安抚使等官，事平则停。军事方面，设都监、总管、防御使、都防御使、团练使、都团练使等官，其中团练为文官、都监、防御为武官。
元朝的地方政府级次与设置较为混乱，有行省、路、府、州、县五级制，同时也有行省、府、州、县四级制。另东北设都司兼管军民，如奴儿干都司。边地也有以行枢密院领民政者，另在少数民族地区设宣慰司，西藏地区为宣政院直辖，漠北为诸王分地，内地亦有诸王、皇后、太后、公主分地者，领于诸王皇后、太后、公主府，不隶地方。

#### 明、清
明朝改元行中书省为承宣布政使司，仍称省，分设布政使司掌民政和财政、提刑按察使司掌刑狱与监察、都指挥使司掌军事，合称三司。省辖府，州有隶于府的散州与隶于省的直隶州之别。直隶州得辖县，散州与县无别、唯散州知州品级较县为高。实行省、府（直隶州）、县（散州）三级制。提刑按察使司下设道，有分巡道、分守道之别，道设按察分司。
明朝中央监察机构都察院分遣监察御史巡察各地，称“巡按”，巡按品秩不高但权力极重，得斥罢府县官，对于三司也有实际上的罢免权，唯不常驻。如临事遣京官出巡，则称巡抚，事毕即还。明宣宗时，在关中、江南等处设巡抚，常驻，节制三司，有领兵的权力。因用兵，遣大臣充总督常驻地方，带兵部尚书或兵部侍郎、都御史衔。督抚同在一区的，则总督为巡抚上官。自督抚设，三司地位大降，形同属吏。
清沿明制，仍设府、州、县。又有厅的设置，与州平级，也有直隶厅与散厅之分，长官称同知。分巡道、分守道只保留名义上的区别，道的长官改称道员，不再隶属于按察使，成为府之上的一级地方，形成省、道、府（直隶州、直隶厅）、县（散州、散厅）的四级地方体制。后期也有专门办理某项事务的道员，如海关道、巡警道等，与作为一级地方的道不同。巡抚成为一省的主官，唯直隶不设巡抚（雍正时河南一度专设总督，不设巡抚）。总督有兼辖二、三省者（如两江总督、辖江苏、江西、安徽），也有辖一省者。总督辖一省者，该省则无巡抚。也有个别省份只有巡抚而不隶于总督者。总督、巡抚军民兼治，但总督偏重于军事，巡抚偏重于民政。各省仍设布政使、按察使，分管民政、财赋、司法。布政使又称藩台、方伯，按察使又称臬台。分黑龙江将军、盛京将军等，外蒙古统于驻乌里雅苏台办事大臣，内蒙分设各盟，新疆分统于伊犁将军、驻乌鲁木齐办事大臣，青海设西宁办事大臣，西藏设驻藏大臣。清末光绪年，新疆、东北陆续建省，而青海、西藏、内外蒙古依旧。

### 佐官、属官与胥吏
在长官之下，有数量非常庞大的佐官、属官与胥吏，他们有些类似于现代的公务员。其设置也非常复杂，各个朝代的叫法也不相同。比如清朝的师爷就是这种性质的。

### 荣誉性质的官职
在中国古代的职官制度中，还有非常复杂的加官、试官、赠官、加职、加衔、兼官等情况。

## 对东亚其他国家的影响
- 日本古代職官
- 朝鮮古代職官
- 越南古代職官

### 引用
1. ↑  论西汉刺史制度的产生及对郡国的监察，崔向东，锦州师范大学学报（哲学社会科学版），1997（4）
2. ↑  引自《资治通鉴》卷225代宗大历十四年七月乙未条胡注析述
3. ↑  引自《新唐书·百官志·翰林学士》